# S&M (노래)
"S&M"은 바베이도스 출신의 가수 리한나의 노래로, 다섯 번째 정규 앨범인 Loud의 세 번째 싱글이다. 노래는 Mikkel S. Eriksen, Tor Erik Hermansen, Corey Jackson Carter, Ester Dean 등과 같은 작곡가들에게 만들어졌으며, 스타게이트와 샌디 비가 프로듀싱를 맡았다. "S&M"는 유로댄스 장르의 노래로, 댄스 팝 장르에도 가깝다. "S&M"은 비평가들로부터 혼합된 평가를 받았는데, "Loud에서 따로노는 트랙이다, 너무 선정적인 가사를 사용했다" 등의 비판을 받기도했다. 싱글로 발매되고나서 2011년 4월, 미국의 가수인 브리트니 스피어스와 함께 새로운 리믹스 버전을 선보였다.
"S&M"은 미국 빌보드 핫 100 53위로 데뷔했고, 최고 2위까지 올라갔다. 이후 리믹스 버전이 발매되고 나서 디지털 판매량 상위권의 성적을 보였고, 리한나의 10번째, 브리트니의 다섯 번째 1위 싱글이 되었다. 또한 빌보드 핫 댄스 클럽 송과 팝 송 차트에서도 1위를 차지했다. 미국 이외에 캐나다, 오스트레일리아, 폴란드, 영국 알앤비 차트에서 1위를 했다. 또한 독일, 한국, 프랑스, 영국, 아일랜드, 스페인 등지에서 5위권에 진입했다.
리한나는 2011년 2월 15일 런던 O2 아레나에서 열린 브릿 어워드에서 "Only Girl (In the World)", "What's My Name?"과 함께 이 노래를 공연했다. 또한 2011년부터 시작한 Loud Tour의 세트리스트 중 한 노래이다.

## 곡 목록
- CD single[1]

1. "S&M" – 4:04
2. "S&M" (Sidney Samson Radio Remix) – 3:18

- Digital download (Remix)[2]

1. "S&M" (Remix) featuring Britney Spears – 4:17

- Digital download (EP)[3]

1. "S&M" – 4:03
2. "S&M" (Dave Audé Club) – 7:27
3. "S&M" (Sidney Samson Club) – 6:49

- Digital download (Remixes)[4]

1. "S&M" (Dave Audé Radio) – 3:50
2. "S&M" (Joe Bermudez Chico Radio) – 3:49
3. "S&M" (Sidney Samson Radio) – 3:19
4. "S&M" (Dave Audé Club) – 7:27
5. "S&M" (Joe Bermudez Chico Club) – 5:17
6. "S&M" (Sidney Samson Club) – 6:49
7. "S&M" (Dave Audé Dub) – 6:29
8. "S&M" (Joe Bermudez Chico Dub) – 5:17
9. "S&M" (Sidney Samson Dub) – 6:50

## 평가
"S&M"은 비평가들로부터 혼합된 평가를 받았다. 《실랜트 메거진》과 《시카고 선타임스》는 "S&M"은 리한나의 이전 앨범이였던 Rated R (2009)의 어두운 면을 떠올리게 한다고 했다.

## 크레딧
- 스타게이트 – 작곡, 프로듀서, 레코딩, 인스트루먼트
- 샌디 비 - 작곡, 프로듀싱, 레코딩, 인스트루먼트, 믹싱

## 인증
| 국가                                                                                         | 인증        | 판매량/출하량 |
| -------------------------------------------------------------------------------------------- | ----------- | ------------- |
| 오스트레일리아 (ARIA)                                                                        | 6× 플래티넘 | 420,000^      |
| 벨기에 (BEA)                                                                                 | 플래티넘    | 30,000*       |
| 덴마크 (IFPI Danmark)                                                                        | 플래티넘    | 30,000^       |
| 핀란드 (Musiikkituottajat)                                                                   | 골드        | 5,000         |
| 독일 (BVMI)                                                                                  | 플래티넘    | 300,000       |
| 이탈리아 (FIMI)                                                                              | 플래티넘    | 30,000*       |
| 뉴질랜드 (RMNZ)                                                                              | 플래티넘    | 15,000*       |
| 스페인 (PROMUSICAE)                                                                          | 골드        | 20,000^       |
| 스웨덴 (GLF) Remix version featuring Britney Spears                                          | 3× 플래티넘 | 120,000       |
| 스위스 (IFPI 스위스)                                                                         | 플래티넘    | 30,000^       |
| 영국 (BPI)                                                                                   | 2× 플래티넘 | 1,200,000     |
| 미국 (RIAA)                                                                                  | 5× 플래티넘 | 5,000,000     |
| 미국 (RIAA) Remix version featuring Britney Spears                                           | 골드        | 500,000       |
| *판매량을 기반으로 한 인증 · ^출하량을 기반으로 한 인증 · 판매량+스트리밍을 기반으로 한 인증 |             |               |

## 같이 보기
- 2011년 빌보드 핫 100 차트 1위 목록